# EuroVoc
EuroVoc je višejezični pojmovnik, izvorno posebno izrađen za obradu dokumentacijskih informacija institucija Europske unije.
To je višepodručni pojmovnik koji zahvaća dovoljno široka područja da može obuhvatiti stajališta Unije, ali i ona nacionalna, s određenim naglaskom na parlamentarne aktivnosti. EuroVoc je nadzirani rječnik (u kojemu se koriste isključivo odabrani preporučeni nazivi s ciljem organiziranja znanja) koji se može upotrebljavati i izvan institucija Europske unije, a posebno u parlamentima država članica.
Svrha je ovoga pojmovnika osigurati službama za upravljanje informacijama i njihovo širenje koherentan alat za predmetno označivanje, koji omogućuje učinkovito upravljanje dokumentacijskim izvorima, kao i korisnička pretraživanja dokumenata upotrebom nadziranoga rječnika.

## Obuhvaćena područja
Pojmovnik EuroVoc obuhvaća područja važna za djelatnost institucija Europske unije:
- politika
- međunarodni odnosi
- Europske zajednice
- pravo
- ekonomija
- trgovina
- financije
- društvena pitanja
- obrazovanje i komunikacije
- znanost
- poslovanje i konkurencija
- zapošljavanje i radni uvjeti
- prijevoz
- okoliš
- poljoprivreda, šumarstvo i ribarstvo
- poljoprivredno-prehrambena industrija
- proizvodnja, tehnologija i istraživanje
- energija
- industrija
- zemljopis
- međunarodne organizacije

Neka su područja razvijenija od drugih jer su bliža interesnim žarištima Unije. Tako su, primjerice, u EuroVocu navedena imena pokrajina svake članice Europske unije, ali ne i imena zemalja nečlanica.

## Povijest
Na temelju poredbene studije dokumentacijskih jezika koji se upotrebljavaju unutar institucija EU-a, Europski parlament i Europska komisija odlučuju 1982. izraditi višejezični pojmovnik koji će obuhvatiti područja kojima se bave institucije EU-a i koji će udovoljavati relevantnim međunarodnim normama. Nakon testiranja u Europskome parlamentu i u Uredu za publikacije, prvo je izdanje EuroVoca objavljeno 1984. godine na sedam jezika (danskom, engleskom, francuskom, grčkom, nizozemskom, njemačkom i talijanskom) i to u dva sveska: kao abecedni pojmovnik i predmetni pojmovnik.
Trenutačno izdanje 4.3 EuroVoca dostupno je na internetu od siječnja 2008. i obuhvaća 6 797 pojmova. Najavljeno je izdanje 4.4 koje će biti temeljito revidirano prema Lisabonskome ugovoru (uključivat će 6 883 pojmova od kojih je 85 novih, 142 izmijenjena, a 28 zastarjelih u odnosu na stariju verziju).

## Jezične inačice
Od izdanja 4.3. EuroVoc je dostupan na internetu na 23 službena jezika EU-a (bugarskom, češkom, danskom, engleskom, estonskom, finskom, francuskom, grčkom, hrvatskom, latvijskom, litavskom, mađarskom, malteškom, nizozemskom, njemačkom, poljskom, portugalskom, rumunjskom, slovačkom, slovenskom, španjolskom, švedskom, talijanskom) te na srpskom.
Svi jezici imaju jednak status: svaki preporučeni naziv u jednome jeziku nužno odgovara određenom preporučenom nazivu u svakome od ostalih jezika. Svaki pojam tako automatski obuhvaća i sve istovrijednice (ekvivalente) preporučenih naziva na svim jezicima.
Među nepreporučenim nazivima u različitim jezicima ne uspostavlja se nužno odnos jednakosti. Svaki jezik karakterizira njegovo bogatstvo, kao i semantičke i kulturološke različitosti, pa pojam izražen na jednome jeziku nije uvijek nužno izražen i na svim drugim jezicima.

## Prednosti i ograničenja
Uporaba EuroVoca ima sljedeće prednosti:
- terminološko normiranje rječnika za predmetno označivanje koje omogućuje veću preciznost pri pretraživanju dokumenata
- višejezičnost: uspostavljanje jezične istovrijednosti između identičnih pojmova izraženih različitim jezicima omogućuje predmetno označivanje dokumenata na jeziku dokumentalista i njihovo pretraživanje na jeziku korisnika.

EuroVoc ima i svojih ograničenja:
- izrađen je kako bi zadovoljio potrebe sustava opće dokumentacije o aktivnostima Europske unije; nije prikladan za predmetno označivanje i pretraživanje specijaliziranih dokumenata
- ne može se tvrditi da detaljno zahvaća različite nacionalne specifičnosti; usprkos tomu, poduzimaju se napori kako bi se uzele u obzir potrebe korisnika izvan institucija Europske unije.